# اورمات تکنولوژیز
اورمات تکنالوجیز (انگلیسی: Ormat Technologies) شرکت برق آمریکایی است، که در سال ۱۹۶۵ تأسیس شد.